# Karl Boy-Ed

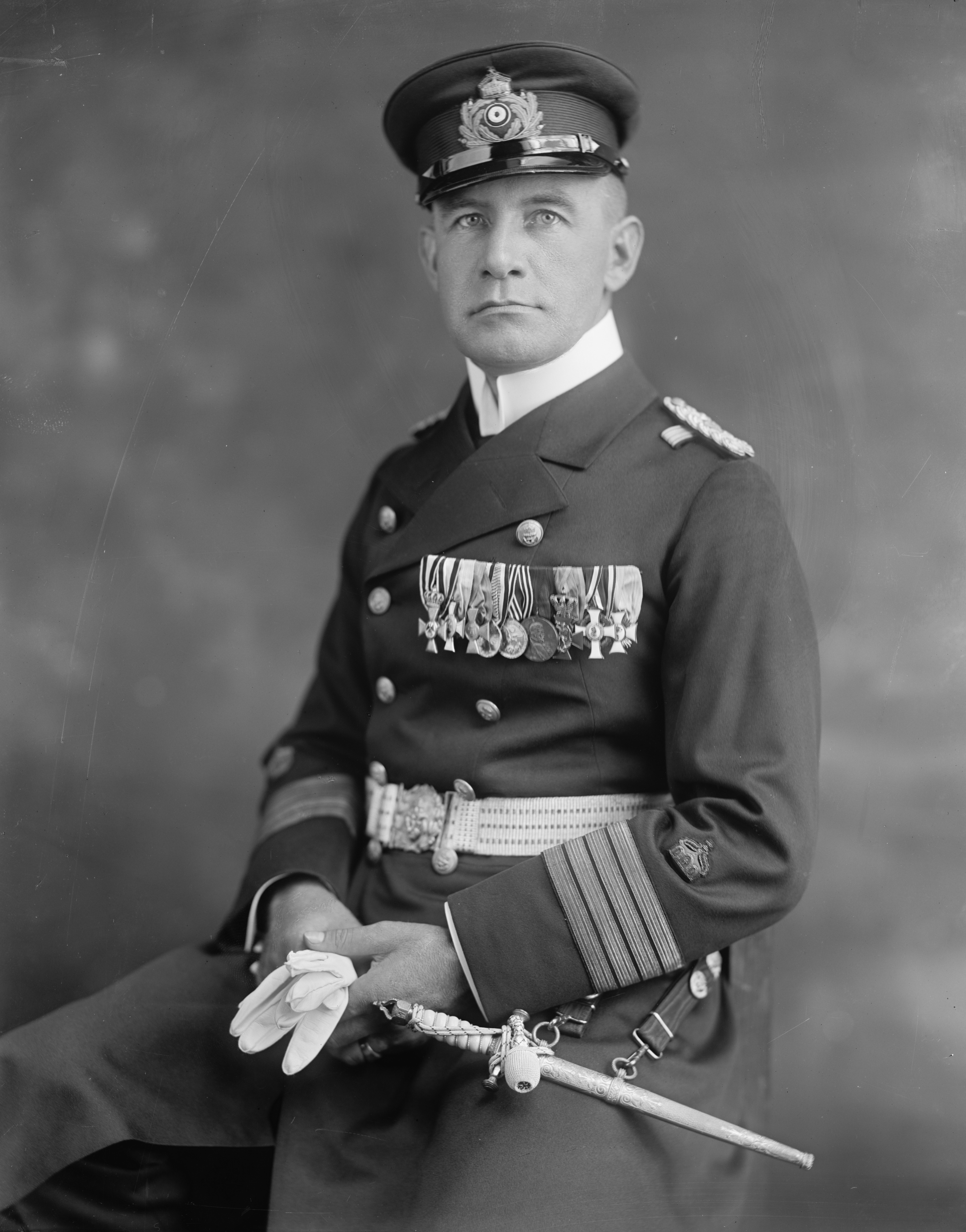
Karl Boy-Ed, hier als Fregattenkapitän der deutschen Kaiserlichen Marine

Karl Boy-Ed (* 14. September 1872 in Lübeck; † 14. September 1930 in Grönwohld) (Pseudonym: Nordmann) war ein deutscher Seeoffizier, Abteilungsleiter im Reichsmarineamt und Marineattache.

## Biografie

### Frühe Jahre (1872–1911)

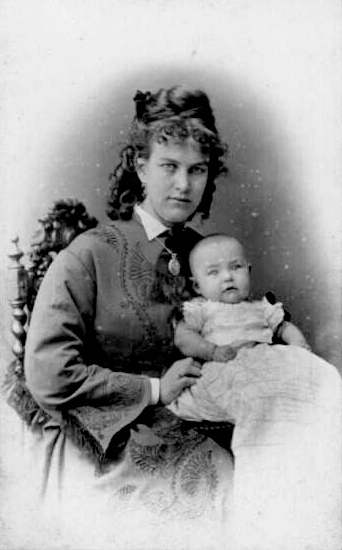
Karl Boy-Ed als Kleinkind mit seiner Mutter

Karl Boy-Ed wurde 1872 als eines von vier Kindern der Schriftstellerin Ida Boy-Ed (1852–1928) und des Lübecker Kaufmanns Carl Boy (1845–1900) geboren. Sein Großvater mütterlicherseits war der Reichstagsabgeordnete und Journalist Christoph Marquard Ed. Zu den Bekannten der Familie zählten unter anderem die Lübecker Schriftsteller Heinrich und Thomas Mann.
Sein Bruder Walther erblickte zwei Jahre später das Licht der Welt. Beide weilten beim Eintreffen der Nachricht vom Tode Kettelers in Travemünde. Walther meldete sich daraufhin fast umgehend als Freiwilliger zum Expeditionskorps nach China.
Im April 1891 trat Boy-Ed als Kadett in die Kaiserliche Marine ein, wo er bis in den Rang eines Kapitäns zur See befördert wurde. In den Stab des Staatssekretärs des Reichsmarineamts Alfred von Tirpitz übernommen, wurde er zum Befürworter der uneingeschränkten Flottenrüstung als Drohsignal gegen England. Tirpitz machte Boy-Ed in der Folge unter anderem von 1906 bis 1909 zum Leiter der Nachrichtenabteilung (2. Marinenachrichtendienst) im Reichsmarineamt. Spätestens unter seiner Leitung wurde in dieser Institution die Zusammenarbeit mit Informanten eingeführt und praktiziert.

### Marineattaché in Washington (1911–1917)
Aus der Position des Leiters eines Nachrichtendienstes wurde Boy-Ed 1911 als Marineattaché nominiert und an der deutschen Botschaft in Washington, D.C. in die Vereinigten Staaten von Amerika entsandt. Dort fiel er zunächst als Mitglied der feinen Gesellschaft auf, in der sich der hochgewachsene und monokelbewehrte Offizier dank seines schneidigen Auftretens, seiner Gewandtheit und seiner umgänglichen Art großer Beliebtheit erfreute. Zu seinen Bekannten in Washington zählte unter anderem Franklin D. Roosevelt, der ab 1913 als Unterstaatssekretär für Marinefragen in der Regierung Wilson vertreten war und mit dem Boy-Ed in beruflicher Beziehung stand.
Ab 1913 arbeitete Boy-Ed eng mit dem Attaché für Militärangelegenheiten, Franz von Papen, und dem Handelsattaché Heinrich Albert zusammen. Bereits vor Kriegsausbruch war er hier nachrichtendienstlich tätig. Nach dem Ausbruch des Ersten Weltkriegs organisierten die drei von New York aus verschiedene weitere Spionage- und Sabotageaktionen in und gegen die Vereinigten Staaten, die zwar im Wesentlichen darauf zielten, die Kriegsführungsfähigkeit der Entente-Mächte zu stören und einem amerikanischen Engagement in Europa entgegenzuwirken. Aber sie waren zugleich auch gegen die US-Wirtschaft gerichtet. So stellten Boy-Ed und Papen unter anderem gefälschte Pässe an in den Staaten lebende deutsche Armeereservisten aus, um diesen die Einreise durch die britische Seeblockade nach Deutschland und somit die Kriegsteilnahme zu ermöglichen; sie versuchten Eisenbahnstrecken und den Wellandkanal nach Kanada zu sprengen, um die Einfuhr von kriegswichtigen Waren aus den neutralen USA nach Kanada, das auf Seiten der Entente gegen das Deutsche Reich kämpfte, zu erschweren. In Connecticut gründeten Boy-Ed und Papen die Firma, die das Ziel verfolgte die Produktionskapazitäten der kriegsrelevanten amerikanischen Industriebetriebe mit privaten Aufträgen derart zu belasten, dass diese keine Produktionsressourcen mehr frei hätten, um für die alliierten Mächte Waffen, Munition und andere für die Kriegsführung verwendbaren Güter produzieren zu können. Die so georderten Waren wurden in den Staaten als vermeintlicher Privatbesitz in den Warendepots der Company eingelagert und so dem europäischen Kriegsschauplatz vorenthalten. Die Informationen gab im Prozess gegen Papen der Kronzeuge der Anklage Horst von der Goltz weiter.
Nachdem von Papen im Dezember 1915, wie alle deutschen Marine- und Militärattachés und weiteres diplomatischen Personal in den USA auf Ersuchen von Präsident Wilson ihrer Ämter enthoben werden mussten, verblieb Boy-Ed illegal auf seinem Posten und fungierte fortan als Zentralfigur der deutschen Sabotagehandlungen in den Staaten. Als die Beweislast gegen Boy-Ed, insbesondere nach der Sprengung auf Black Tom Island, dem wichtigsten Umschlagplatz für Munitionslieferungen aus den Staaten nach Europa, immer weiter anwuchs, wurde schließlich unter Druck seine Ausreise im Frühjahr 1917 durchgesetzt. Kurz vor dem Eintritt der USA in den Weltkrieg, auf Wilsons Aufforderung an das Auswärtige Amt in Berlin, musste Preußen diesem Verlangen zustimmen. Das deutsche Kaiserreich hinterließ jedoch einen Offizier, der in der Illegalität die nachrichtendienstliche Arbeit fortsetzte.

### Späterer Lebensweg (1917–1930)

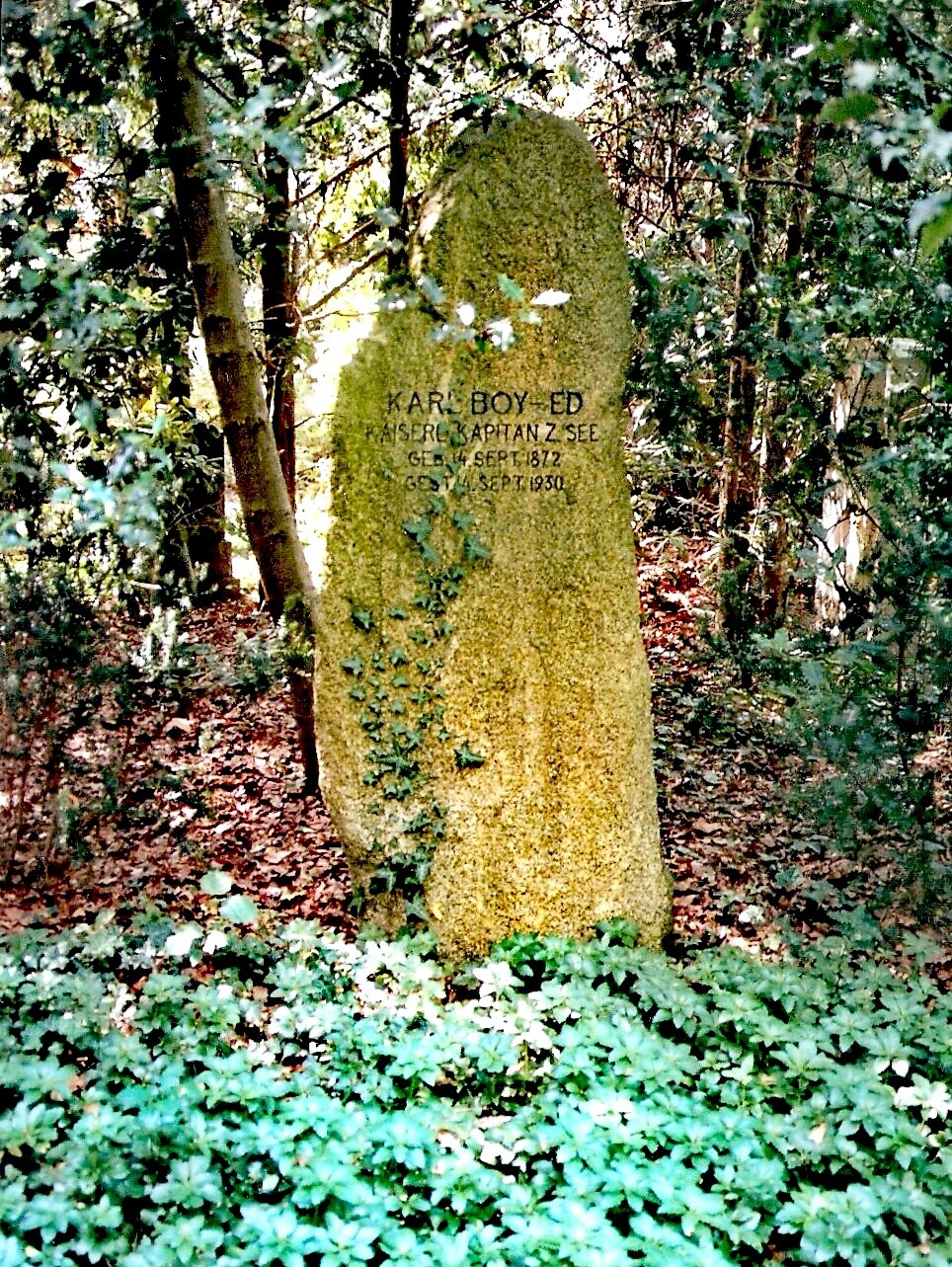
Grabmal von Karl Boy-Ed auf dem Lübecker Burgtorfriedhof

Nach seiner Ausweisung aus den Vereinigten Staaten durfte Boy-Ed, unter Berücksichtigung seiner früheren Immunitäten mit freiem Geleit die USA verlassen und nach Deutschland zurückkehren. Dort wurde er von Kaiser Wilhelm II. für seine Verdienste mit dem Roten Adlerorden ausgezeichnet und war für den Rest des Krieges im Pressebüro des Marineministeriums und erneut im Marinenachrichtendienst tätig. In dieser Position tat er sich 1918 noch einmal mit einem Buch über den Unterseebootkrieg und die Vereinigten Staaten hervor.
Nach 1918 lebte Boy-Ed auf seinem Gut Grönwohldhof bei Hamburg und hielt Vorträge. So hielt er am 8. März 1921 im Hause der Gemeinnützigen Gesellschaft einen viel beachteten Vortrag „über die Lage und die Haltung der Deutsch-Amerikaner“. Sein im gleichen Jahr veröffentlichtes Buch über die Vereinigten Staaten verherrlichte und befürwortete den international bereits geächteten „Handelskrieg“ gegen die zivile Handelsschifffahrt, wie Deutschland ihn während des Ersten Weltkrieges führte.
In Hamburg hatte er am 10. Februar 1921 die zu dieser Zeit in Deutschland weilende Virginia, eine Tochter des einstigen Bischofs Alexander Mackay-Smith von Pennsylvania, eine Amerikanerin, die er schon vor seiner Ausweisung kannte, geheiratet. Einem Wunsch von Boy-Ed, die USA 1927 besuchen zu wollen, wurde durch die Einreisebehörden, mit Verweis auf seine Position als persona non grata, nicht zugestimmt.
Aus der Ehe ging eine Tochter hervor, Virginia Ida Boy-Ed (* 11. März 1922 in Hamburg; † 2006 in Barryville), verheiratete Mrs. Stacy Lloyd.
1930 verstarb er an seinem Geburtstag nach einem Reitunfall. Beigesetzt wurde er wie seine Mutter auf dem Burgtorfriedhof in Lübeck. Im Gegensatz zum Grab seiner Mutter und dem Gedenkstein seines Bruders auf dem angrenzenden Ehrenfriedhof ist sein Grab derweil aufgelöst worden.

## Reputation und Nachwirken

### Negativ-Reputation in den Vereinigten Staaten
In den Vereinigten Staaten von Amerika erlangten Boy-Ed, seine Komplizen von Papen und Albert wegen ihrer nachrichtendienstlichen Betätigung eine traurige Berühmtheit als „Teutonic Schemers“ und „Prussian Plotters“. Wesentlich wurde dieses Bild von der offiziösen amerikanischen Propagandainstitution Committee on Public Information aufgebaut. Insbesondere Boy-Ed, der in der Presse mit dem formelhaft wiederkehrenden Attribut „the notorious German Captain“ identifiziert wurde, nahm im öffentlichen Blickfeld den Rang einer besonders verrufenen Gestalt ein. Sein negatives Renommee schlug sich unter anderem in dem zwanzigteiligen Stummfilm-Serial Eagle’s Eye (Laufzeit 600 Minuten) von 1918 nieder, in dem – propagandaträchtig noch während des Krieges – die Aktivitäten des deutschen Spionagerings in Washington und New York nacherzählt wurden und in dem Boy-Ed von John P. Wade gespielt wurde.
Das negative Bild von Boy-Ed in den USA war auch in den Nachkriegsjahren noch derart verfestigt, dass die amerikanische Botschaft in Berlin ihm noch 1926 als „persona non grata“ ein Visum zur Einreise in die USA verweigerte. Als Boy-Ed sich daraufhin mit seiner Bitte an das amerikanische Außenministerium, das State Department, wandte, kam es zu heftigen Protesten in der amerikanischen Öffentlichkeit: zahlreiche Eingaben „patriotischer Bürger“ wandten sich mit Eingaben und Petitionen an den damaligen Minister für Auswärtige Angelegenheiten, Frank Billings Kellogg, in denen sie diesen in heftigen Worten dazu aufforderten, Boy-Ed die Einreise in die Vereinigten Staaten nicht zu gestatten. Das Time Magazine titelte in diesem Zusammenhang im Mai des Jahres unheilschwanger-suggestiv „Is Boy-Ed Coming?“ und gab an, die Nachricht von Boy-Eds Einreisewunsch habe die Amerikaner vor Entsetzen „bis ins Mark erschüttert“ („felt the marrow of their bones chill with affrighted horror“). Darüber hinaus erinnerte es an die „feigen und schamlosen“ Versuche Boy-Eds, die Vereinigten Staaten durch (kriminelle) Methoden wie „Brandstiftung, Sprengstoffanschläge und Mord“ an der Unterstützung der Entente-Staaten zu hindern. Besonders fragwürdig ist dieses Tun dadurch, weil er es als Gast der USA und unter Ausnutzung seines diplomatischen Status als deutscher Attaché vollzog. Begonnen hatte er damit, als der Erste Weltkrieg noch nicht einmal ausgebrochen war.

### Ansehen in der deutschen Geschichtsschreibung und Öffentlichkeit
Die Publizität, die Boy-Ed, Albert und von Papen während des Krieges und in der Zeit danach in den Vereinigten Staaten erfuhren, beruhte vor allem auf seiner falsche Selbstdarstellung in der 1920 von ihm herausgegebenen Publikation „Verschwoerer?“ und die dem Buch vorausgegangenen Auszeichnung durch Wilhelm II. Dann legte sich etwas bereuendes Schweigen über die Persönlichkeiten. Ausgenommen bei von Papen, der auch als diplomatischer Attaché kriminelle Handlungen in den USA begangen hatte und am Ende der Weimarer Republik eine außerordentlich negative Rolle als Kanzler im Jahre 1932 sowie seine anschließend Verstrickung in das NS-Regime, in der deutschen Geschichtsschreibung und Öffentlichkeit spielte. Hingegen ist Boy-Ed bis heute in der Öffentlichkeit wenig bekannt. In der Geschichtsschreibung taucht er nur auf wegen der von Kaiser Wilhelm II. verliehenen Auszeichnung und seiner nach der Rückkehr äußerst fadenscheinigen Selbstdarstellung, die sein Handeln in den USA nachträglich heroisieren sollte.

## Auszeichnungen

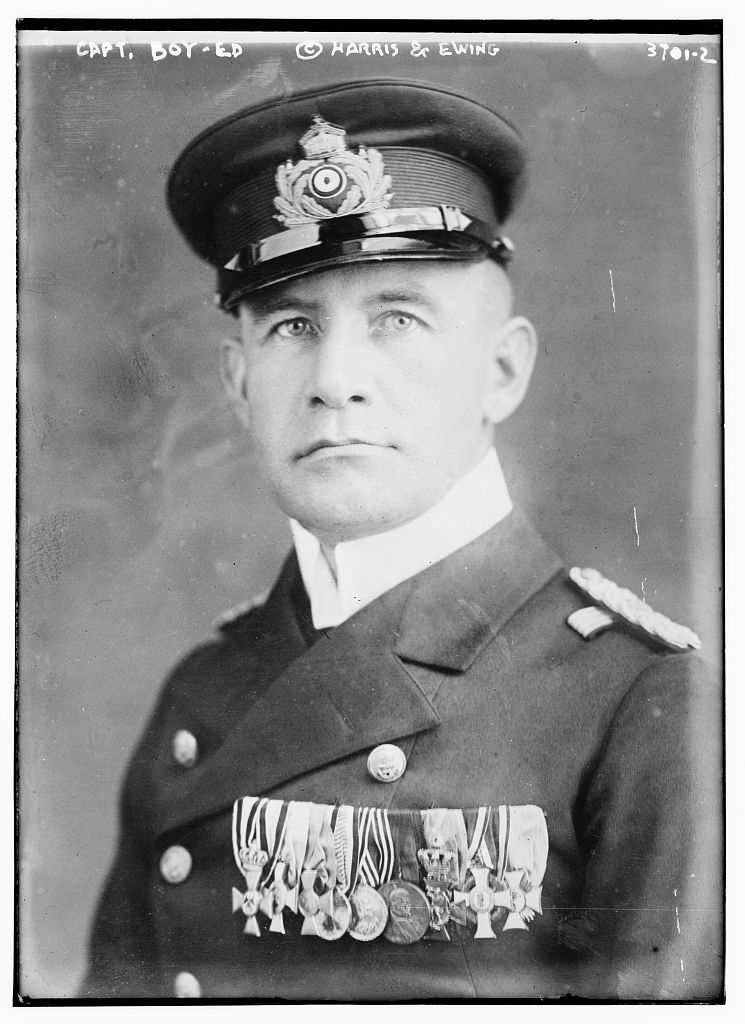
Karl Boy-Ed 1915 mit dem ihm bis dahin verliehenen Orden

- Roter Adlerorden, 3. Klasse mit der Schleife und Schwertern[4]
- Roter Adlerorden, 4. Klasse mit der Krone
- Königlicher Kronen-Orden (Preußen), 3. Klasse
- Eisernes Kreuz, 1. Klasse
- Dienstauszeichnungskreuz
- Verdienstorden vom Heiligen Michael, Ritter III. Klasse
- Hanseatenkreuz (Lübeck)
- Friedrich-August-Kreuz, 1. Klasse
- Albrechts-Orden, Ritter 1. Klasse
- Friedrichs-Orden, Ritterkreuz 1. Klasse

## Werke
- Die Vereinigten Staaten von Amerika und der U-Boot-Krieg. Sigismund, Berlin 1918.
- Verschwörer? Die ersten 17 Kriegsmonate in den Vereinigten Staaten von Nord-Amerika. Scherl, Berlin 1920.